# George Tupou V
Siaosi Tupou V (tiếng Anh: George Tupou V, tên đầy đủ: Siaosi Tāufaʻāhau Manumataongo Tukuʻaho Tupou V, 4 tháng 5 năm 1948 – 18 tháng 3 năm 2012) là vua của Tonga sau khi cha mình là Tāufaāhau Tupou IV băng hà năm 2006 cho đến ông băng hà năm 2012 tại Hồng Kông.

## Tiểu sử
Tupou V sinh ngày 04 tháng 5 năm 1948. Ông là con trai cả của vua Tāufaāhau Tupou IV (1918–2006) và hoàng hậu Halaevalu Mataaho Ahomee (sinh 1926). Ông được phong Thái tử ngày 04 tháng 5 năm 1966. Trong vai trò đó, ông được biết đến nhiều hơn theo tước hiệu truyền thống Tupoutoa.
Tupou V học King's School và King's College, cả hai ở Auckland. Tiếp theo đó là khoảng thời gian tại trường Leys ở Cambridge, và một trường khác ở Thụy Sĩ. Ông cũng nghiên cứu tại Đại học Oxford và Học viện Quân sự Hoàng gia Sandhurst tại Anh. Ông đã từ trần tại một bệnh viện Hồng Kông vì ung thư bạch cầu.
Vua cha Taufa'ahau Tupou IV vốn từ chối từ bỏ bất kỳ quyền lực nào tại đất nước quân chủ chuyên chế Tonga trong suốt bốn thập kỷ trị vì. Song sau cái chết của Taufa'ahau, những người bất mãn với tốc độ cải cách đã đổ ra đường và phá hủy trung tâm thủ đô Nuku’alofa.
Ba ngày trước khi đăng cơ, Siaosi tuyên bố rằng ông sẽ từ bỏ phần lớn quyền lực và chuyển giao việc điều hành đất nước cho Thủ tướng Tonga. Thủ tướng cũng sẽ là người trực tiếp xử lý các sự vụ hàng ngày. Quyền bổ nhiệm các thẩm phán và ký lệnh giảm án. Nhà vua cũng bán bớt các cổ phần kinh doanh sinh lợi của mình như một động thái từ bỏ quyền lực. Ngoài ra, nhà vua đã thông báo rằng sẽ có cải cách và cuộc bầu cử quốc hội thực hiện trong năm 2010. Fielakepa, người phát ngôn của vương gia Tonga, nói rằng, "Quốc chủ của vương quốc Polynesia duy nhất đang tự nguyện từ bỏ quyền lực của mình để đáp ứng nguyện vọng dân chủ của người dân. Người dân ủng hộ một Nghị viện đại diện và được bầu. Đức vua đồng ý với họ."

## Cái chết
Vào tháng 9 năm 2011, Tupou V đã trải qua ca phẫu thuật để cắt bỏ một quả thận sau khi phát hiện ra khối u.
Vào ngày 15 tháng 9 năm 2011, ông đã nhận được Thánh giá lớn của Huân chương Cộng hòa Hungary từ Pál Schmitt, Tổng thống Hungary. Trong thời gian làm Bộ trưởng Bộ Ngoại giao, ông đã được bổ nhiệm làm sĩ quan của Quân đoàn Danh dự Pháp.
Tờ Matangi Tonga báo cáo rằng George Tupou V đã chết vì bệnh bạch cầu lúc 15:15 HKT vào ngày 18 tháng 3 năm 2012 tại Bệnh viện Queen Mary ở Pok Fu Lam, Hồng Kông, mặc dù các tổ chức chính phủ ở Tonga không xác nhận điều đó ngay lập tức. Anh trai và người thừa kế được cho là Tupouto'a Lavaka đã ở trong bệnh viện khi anh qua đời.